# Macedonia Północna w Konkursie Piosenki Eurowizji
Macedonia Północna jako niezależny kraj uczestniczyła w Konkursie Piosenki Eurowizji w latach 1998–2022. Od czasu debiutu konkursem w kraju zajmuje się Makedonska Radio Televizija (MKRTV).
Kraj próbował zadebiutować podczas 41. Konkursu Piosenki Eurowizji w 1996, jednak Kaliopi z utworem „Samo ti” nie przeszła rundy kwalifikacyjnej.
Najwyższym wynikiem kraju w konkursie jest siódme miejsce, które w 2019 zajęła Tamara Todewska z piosenką „Proud”.
W 2023 Macedonia Północna wycofała się z konkursu z powodów finansowych i od tego czasu nie bierze w nim udziału.

## Uczestnictwo
Macedonia Płn. uczestniczy w Konkursie Piosenki Eurowizji od 1998 roku. Poniższa tabela uwzględnia nazwiska wszystkich macedońskich reprezentantów, tytuły konkursowych piosenek oraz wyniki w poszczególnych latach.
| Rok                        | Artysta                           | Piosenka              | Język                 | Finał              | Finał              | Półfinał                | Półfinał                |
| Rok                        | Artysta                           | Piosenka              | Język                 | Miejsce            | Punkty             | Miejsce                 | Punkty                  |
| -------------------------- | --------------------------------- | --------------------- | --------------------- | ------------------ | ------------------ | ----------------------- | ----------------------- |
| 1996                       | Kaliopi                           | „Samo ti”             | macedoński            | –                  | –                  | 26                      | 14                      |
| 1997                       | Brak reprezentanta                | Brak reprezentanta    | Brak reprezentanta    | Brak reprezentanta | Brak reprezentanta | Brak rundy półfinałowej | Brak rundy półfinałowej |
| 1998                       | Włado Janewski                    | „Ne zori, zoro”       | macedoński            | 19                 | 16                 | Brak rundy półfinałowej | Brak rundy półfinałowej |
| 1999                       | Brak reprezentanta                | Brak reprezentanta    | Brak reprezentanta    | Brak reprezentanta | Brak reprezentanta | Brak rundy półfinałowej | Brak rundy półfinałowej |
| 2000                       | XXL                               | „100% te ljubam”      | macedoński, angielski | 15                 | 29                 | Brak rundy półfinałowej | Brak rundy półfinałowej |
| 2001                       | Brak reprezentanta                | Brak reprezentanta    | Brak reprezentanta    | Brak reprezentanta | Brak reprezentanta | Brak rundy półfinałowej | Brak rundy półfinałowej |
| 2002                       | Karolina Goczewa                  | „Od nas zavisi”       | macedoński            | 19                 | 25                 | Brak rundy półfinałowej | Brak rundy półfinałowej |
| 2003                       | Brak reprezentanta                | Brak reprezentanta    | Brak reprezentanta    | Brak reprezentanta | Brak reprezentanta | Brak rundy półfinałowej | Brak rundy półfinałowej |
| 2004                       | Toše Proeski                      | „Life”                | angielski             | 14                 | 47                 | 10                      | 71                      |
| 2005                       | Martin Wucziḱ                     | „Make My Day”         | angielski             | 17                 | 52                 | 9                       | 97                      |
| 2006                       | Ełena Risteska                    | „Ninanajna”           | angielski, macedoński | 12                 | 56                 | 10                      | 76                      |
| 2007                       | Karolina Goczewa                  | „Mojot svet”          | macedoński, angielski | 14                 | 73                 | 9                       | 97                      |
| 2008                       | Tamara, Vrčak i Adrian            | „Let Me Love You”     | angielski             | –                  | –                  | 10                      | 64                      |
| 2009                       | Next Time                         | „Nešto što ḱe ostane” | macedoński            | –                  | –                  | 10                      | 45                      |
| 2010                       | Ǵoko Taneski, Billy Zver & Pejcin | „Jas ja imam silata”  | macedoński            | –                  | –                  | 15                      | 37                      |
| 2011                       | Włatko Iliewski                   | „Rusinka”             | macedoński, angielski | –                  | –                  | 16                      | 36                      |
| 2012                       | Kaliopi                           | „Crno i belo”         | macedoński            | 13                 | 71                 | 9                       | 53                      |
| 2013                       | Włatko Łozanoski i Esma Redżepowa | „Pred da se razdeni”  | macedoński            | –                  | –                  | 16                      | 28                      |
| 2014                       | Tijana Dapčević                   | „To the Sky”          | angielski             | –                  | –                  | 13                      | 33                      |
| 2015                       | Daniel Kajmakoski                 | „Autumn Leaves”       | angielski             | –                  | –                  | 15                      | 28                      |
| 2016                       | Kaliopi                           | „Dona”                | macedoński            | –                  | –                  | 11                      | 88                      |
| 2017                       | Jana Burczeska                    | „Dance Alone”         | angielski             | –                  | –                  | 15                      | 69                      |
| 2018                       | Eye Cue                           | „Lost and Found”      | angielski             | –                  | –                  | 18                      | 24                      |
| 2019                       | Tamara Todewska                   | „Proud”               | angielski             | 7                  | 305                | 2                       | 239                     |
| 2020                       | Wasil                             | „You”                 | angielski             | Konkurs odwołany   | Konkurs odwołany   | Konkurs odwołany        | Konkurs odwołany        |
| 2021                       | Wasil                             | „Here I Stand”        | angielski             | –                  | –                  | 15                      | 23                      |
| 2022                       | Andrea                            | „Circles”             | angielski             | –                  | –                  | 11                      | 76                      |
| Brak reprezentanta od 2023 |                                   |                       |                       |                    |                    |                         |                         |

1. ↑  W 2008 i 2009 roku dziesiątego finalistę wybierali jurorzy; w 2008 roku wybrali Szwecję, a rok później – Finlandię.

### Galeria

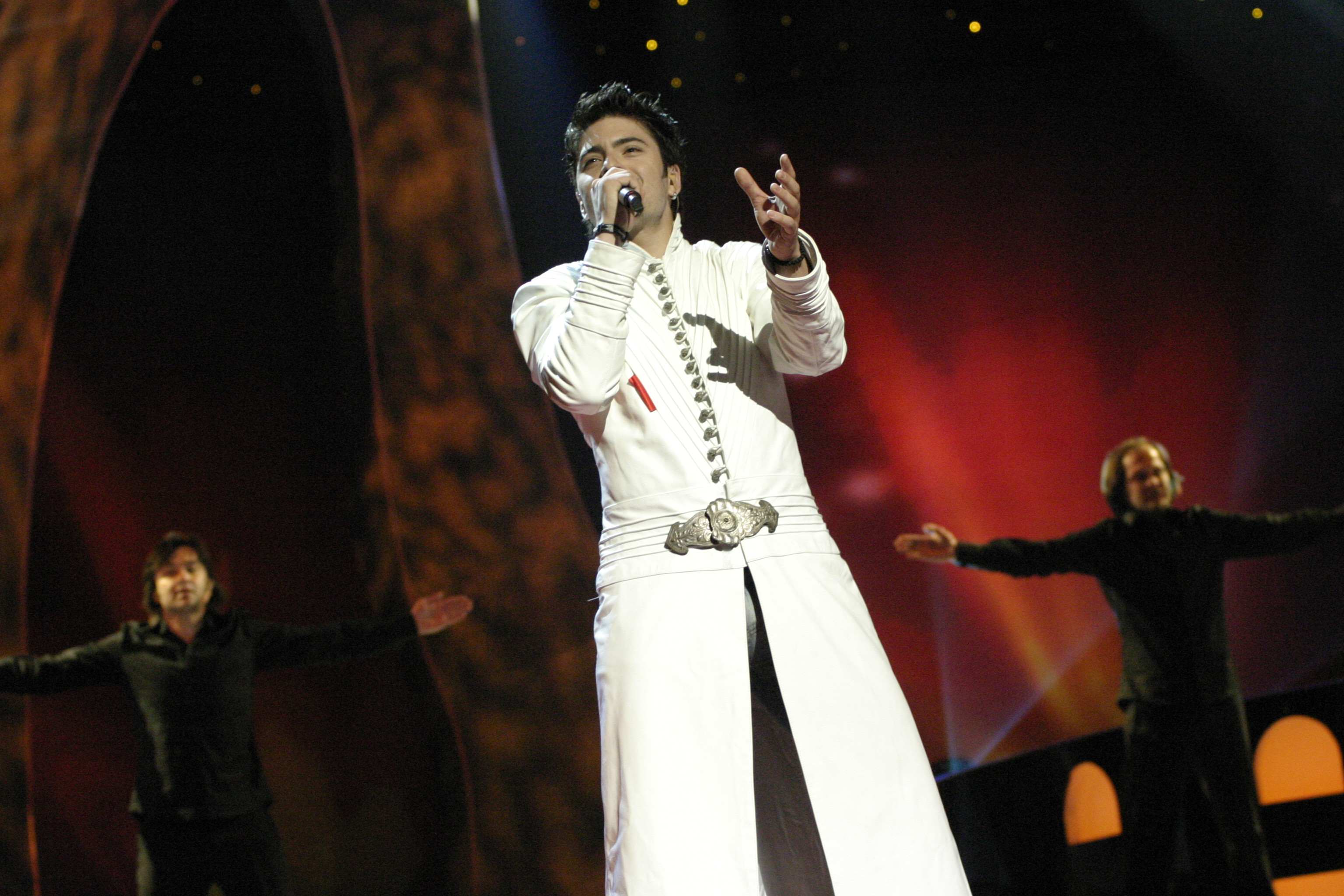
Toše Proeski podczas występu w 49. Konkursie Piosenki Eurowizji w Stambule, maj 2004
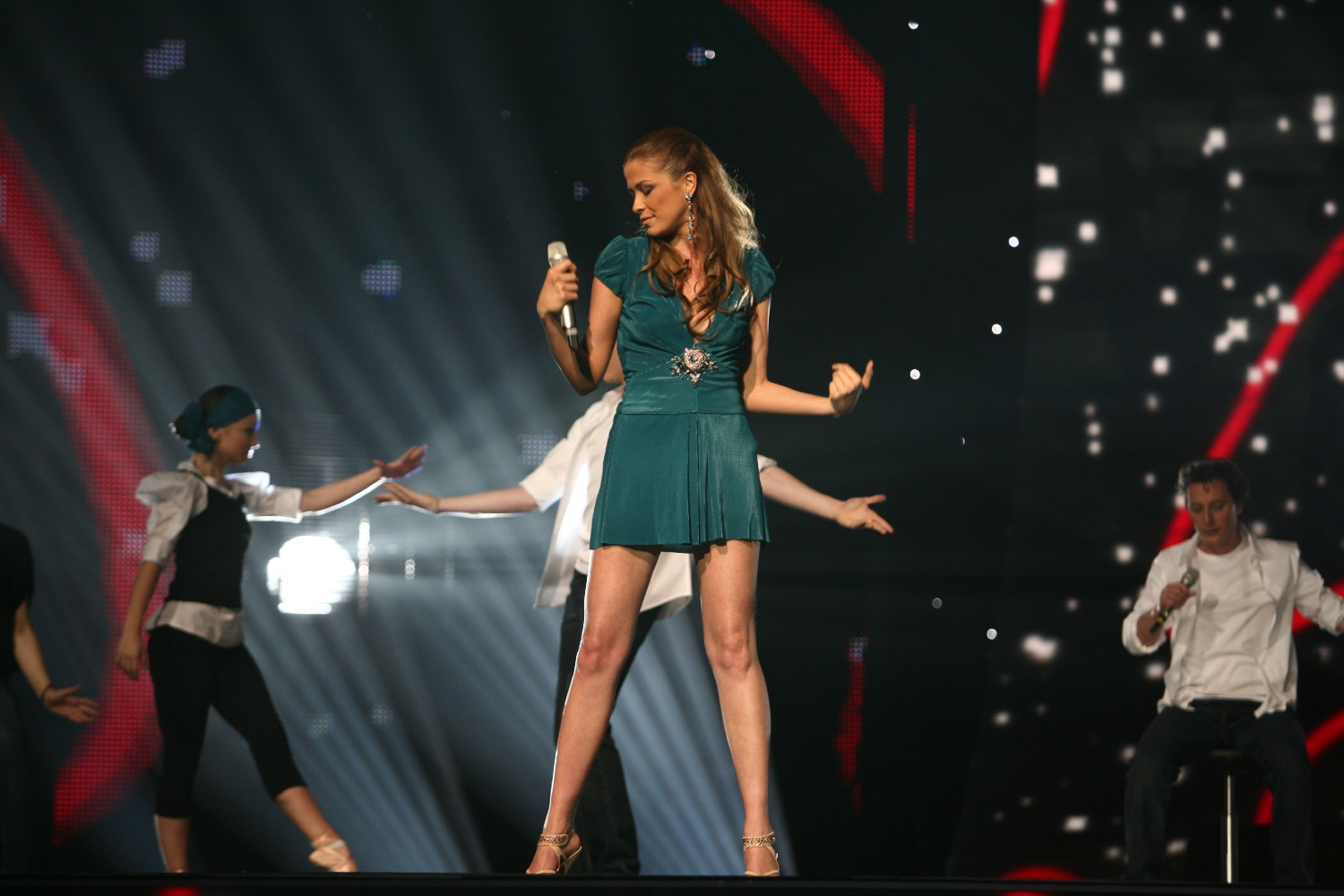
Karolina Goczewa w trakcie występu podczas 52. Konkursu Piosenki Eurowizji w Helsinkach, maj 2007
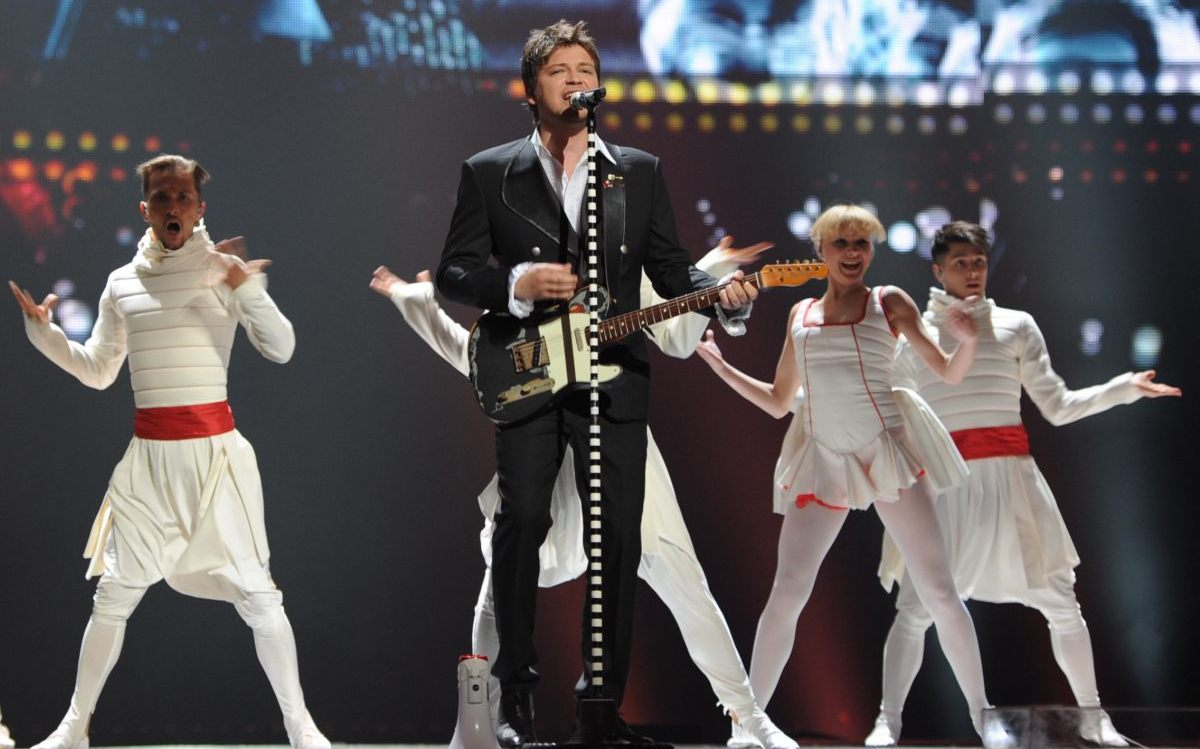
Włatko Iliewski podczas występu w półfinale 56. Konkursu Piosenki Eurowizji w Düsseldorfie, maj 2011
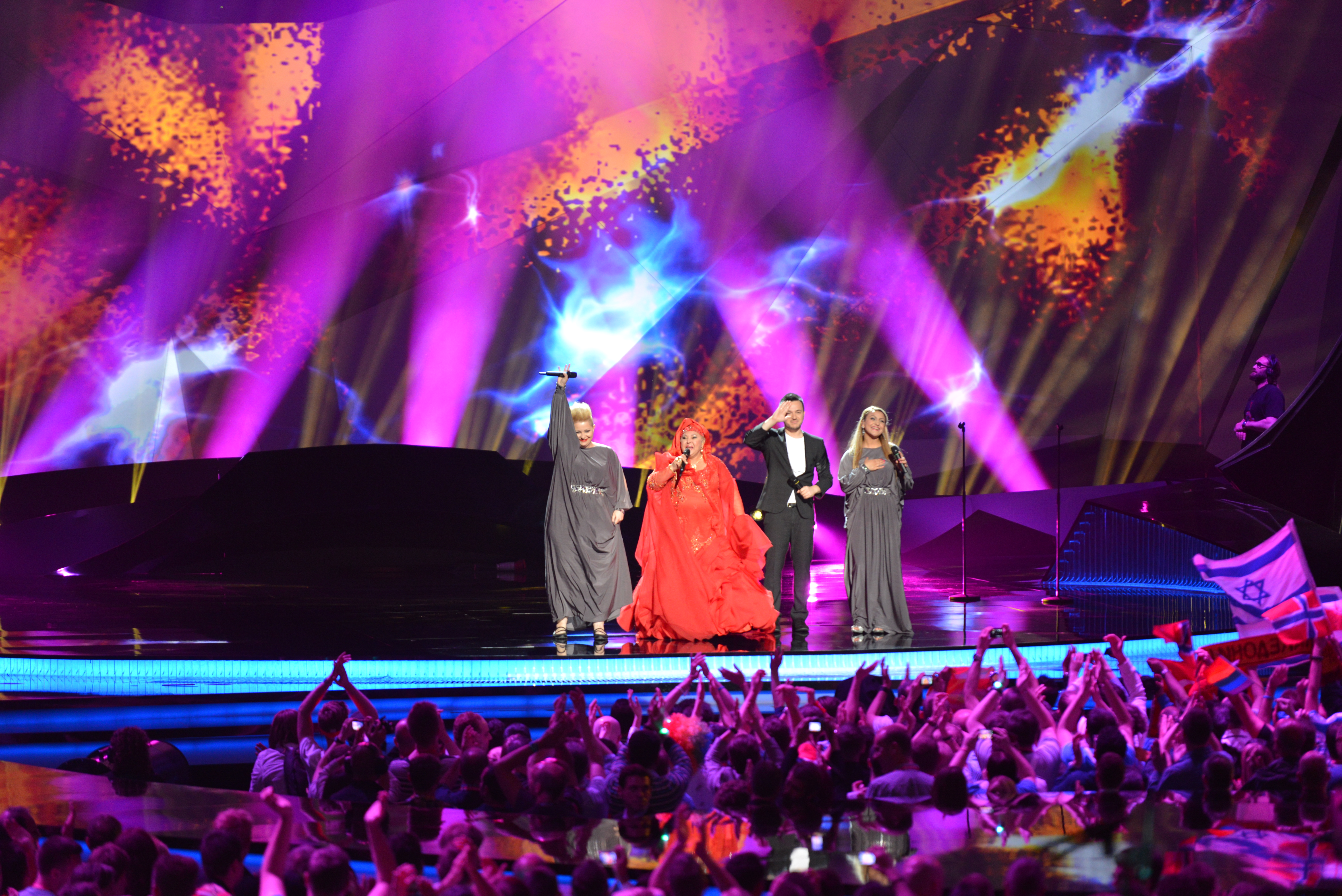
Włatko Łozanoski i Esma Redżepowa w trakcie prób do półfinału 58. Konkursu Piosenki Eurowizji w Malmö, maj 2013
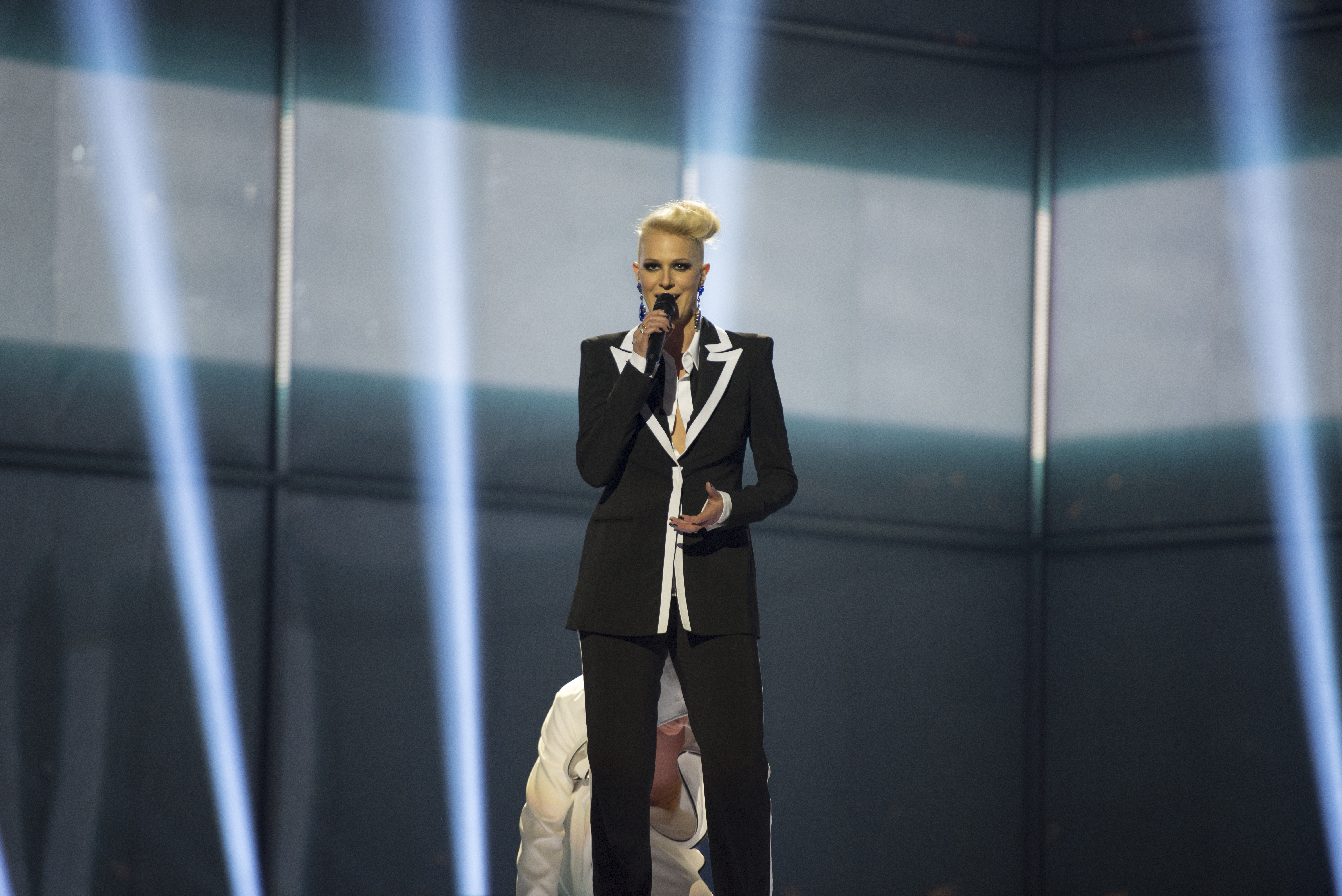
Tijana Dapčević podczas prób do występu w 59. Konkursie Piosenki Eurowizji w Kopenhadze, maj 2014
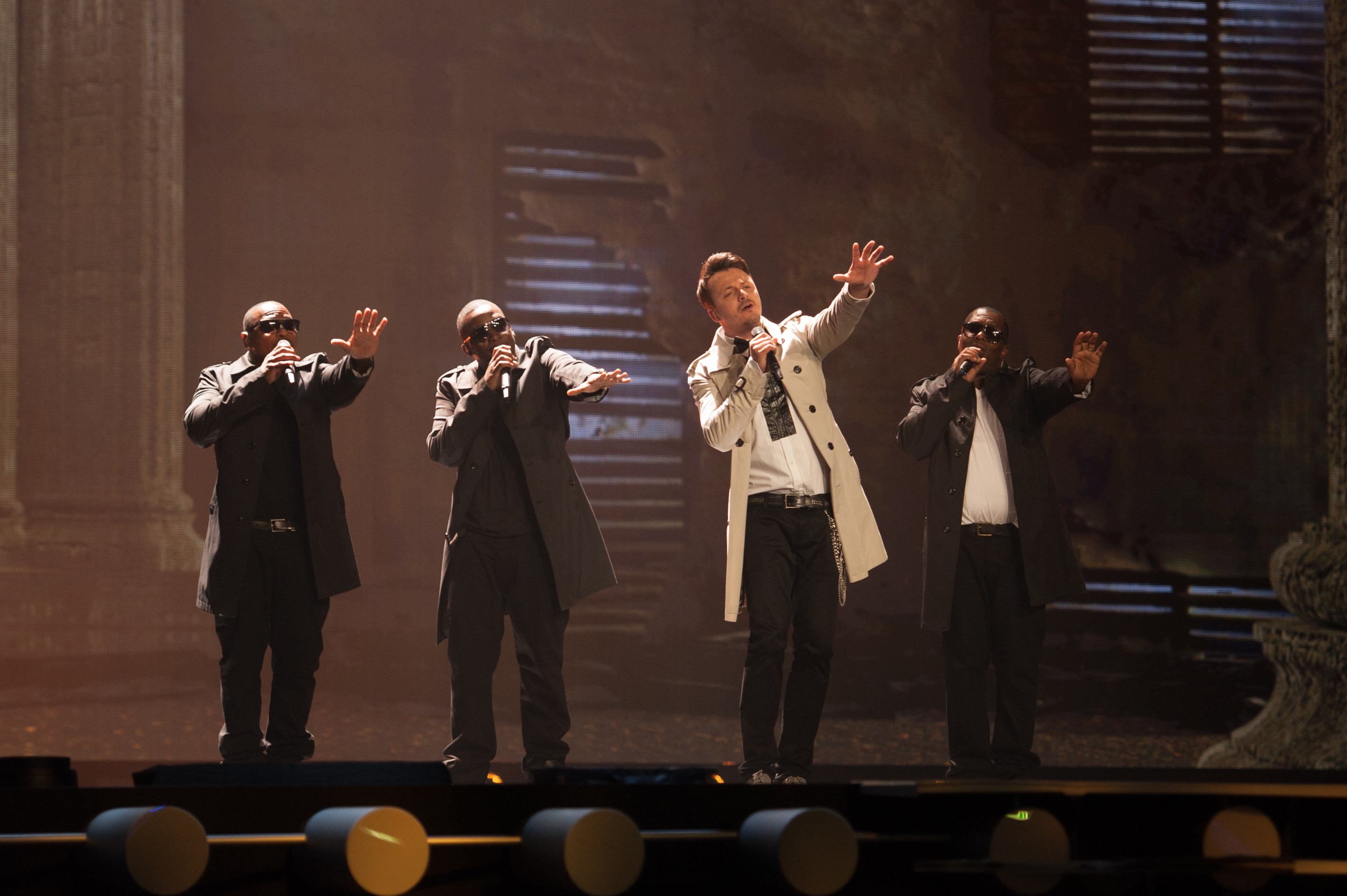
Daniel Kajmakoski podczas prób do występu w 60. Konkursie Piosenki Eurowizji w Wiedniu, maj 2015
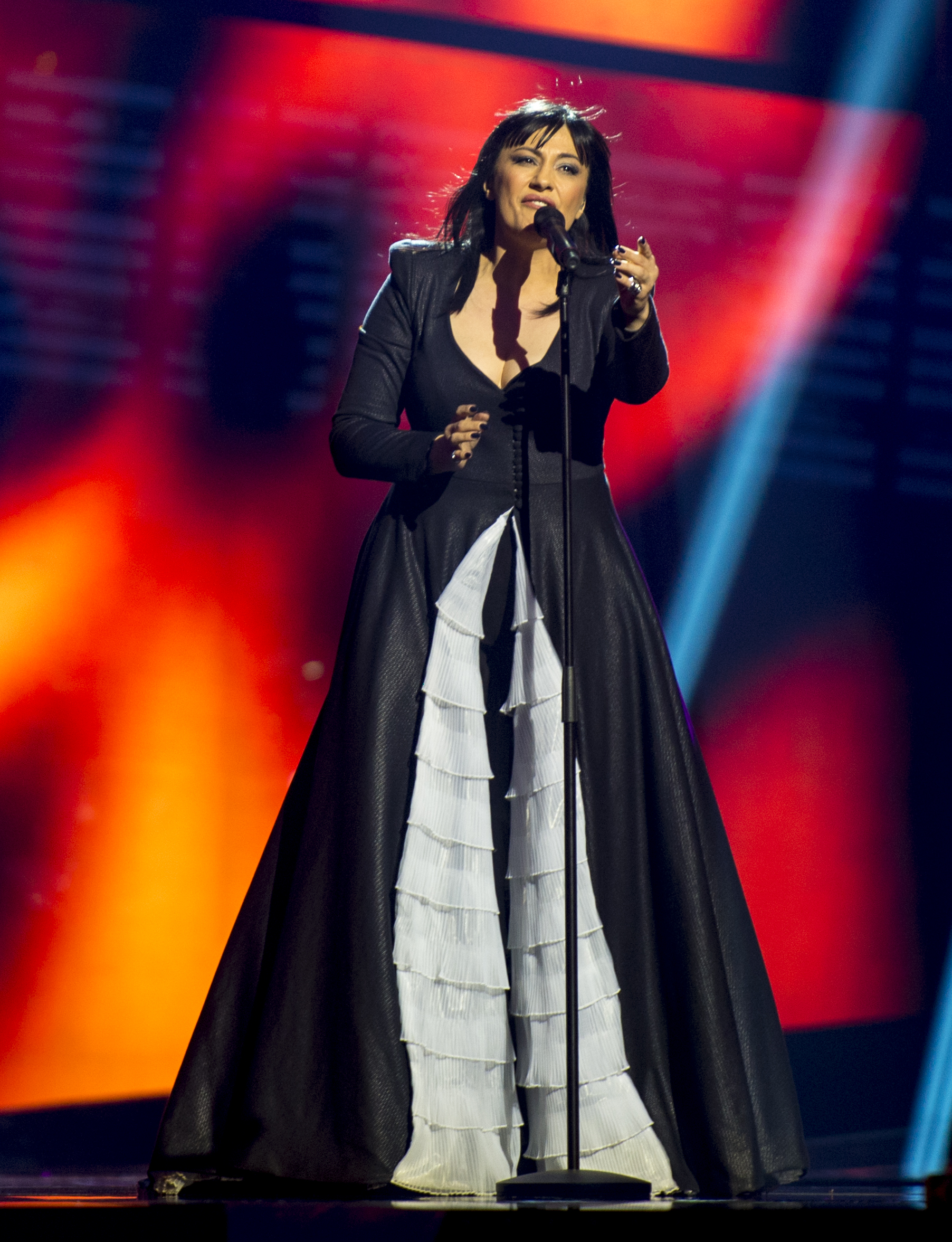
Kaliopi podczas występu w 61. Konkursie Piosenki Eurowizji w Sztokholmie, maj 2016
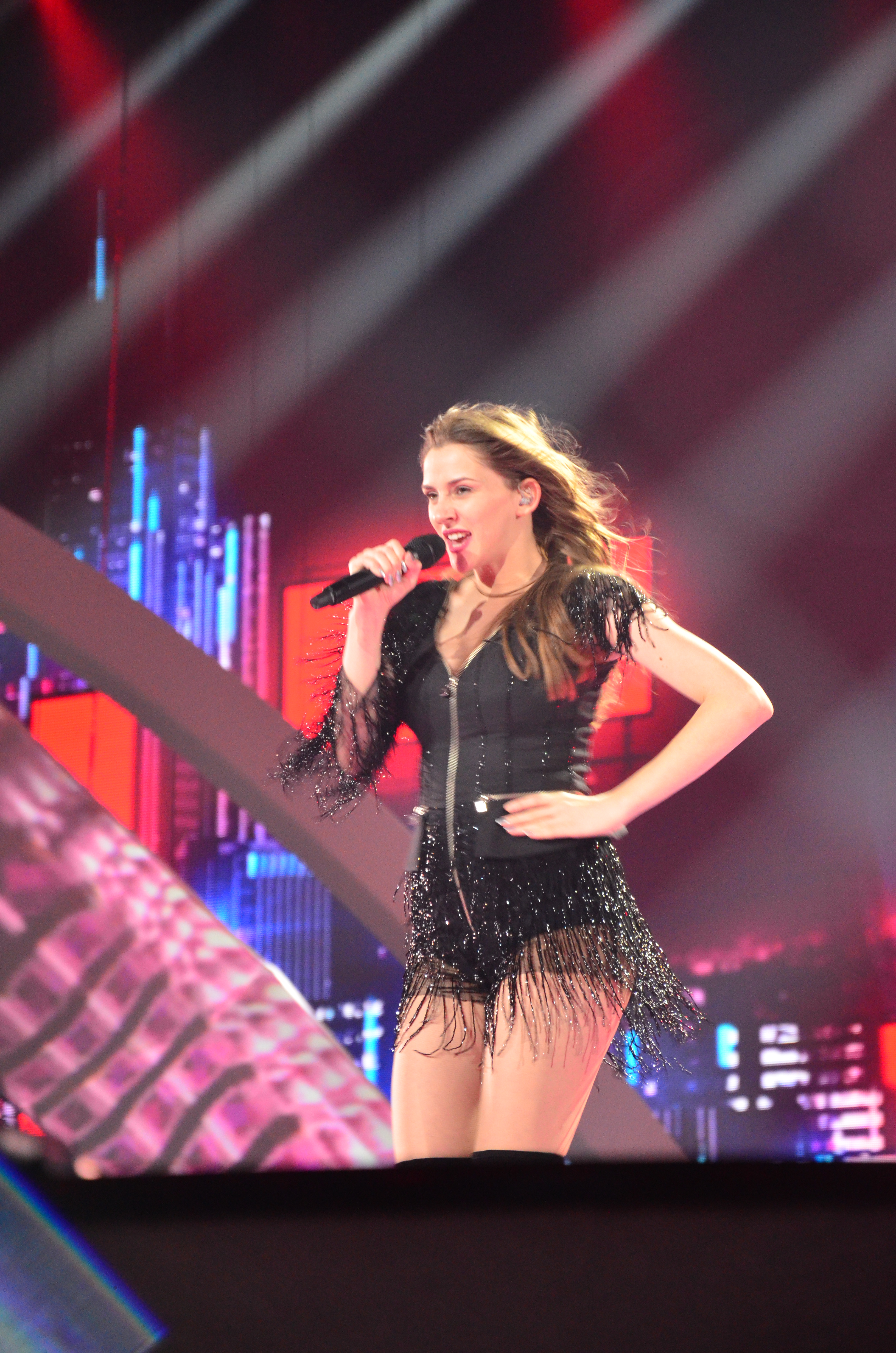
Jana Burczeska podczas występu w 62. Konkursie Piosenki Eurowizji w Kijowie, maj 2017
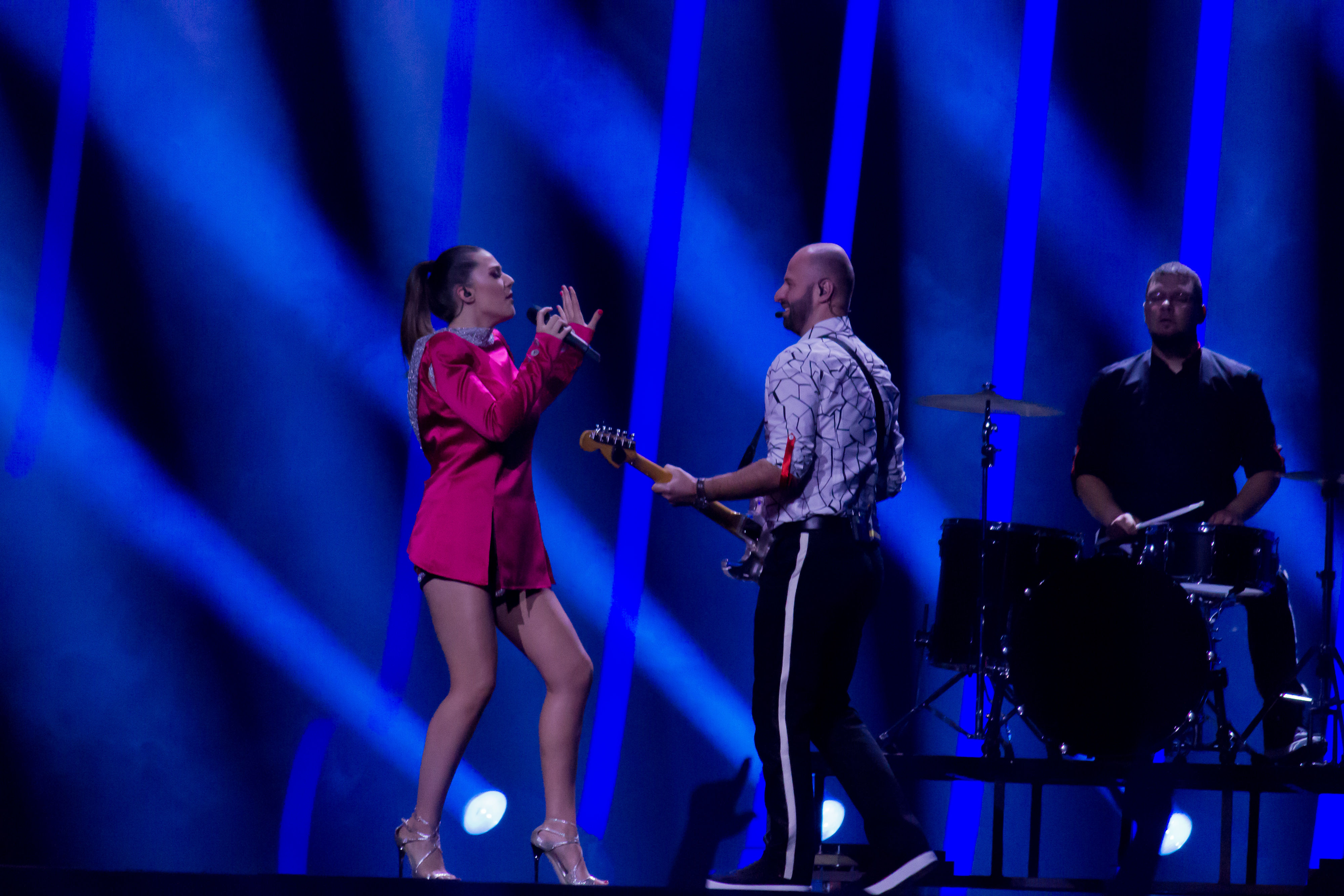
Zespół Eye Cue podczas występu w 63. Konkursie Piosenki Eurowizji w Lizbonie, maj 2018
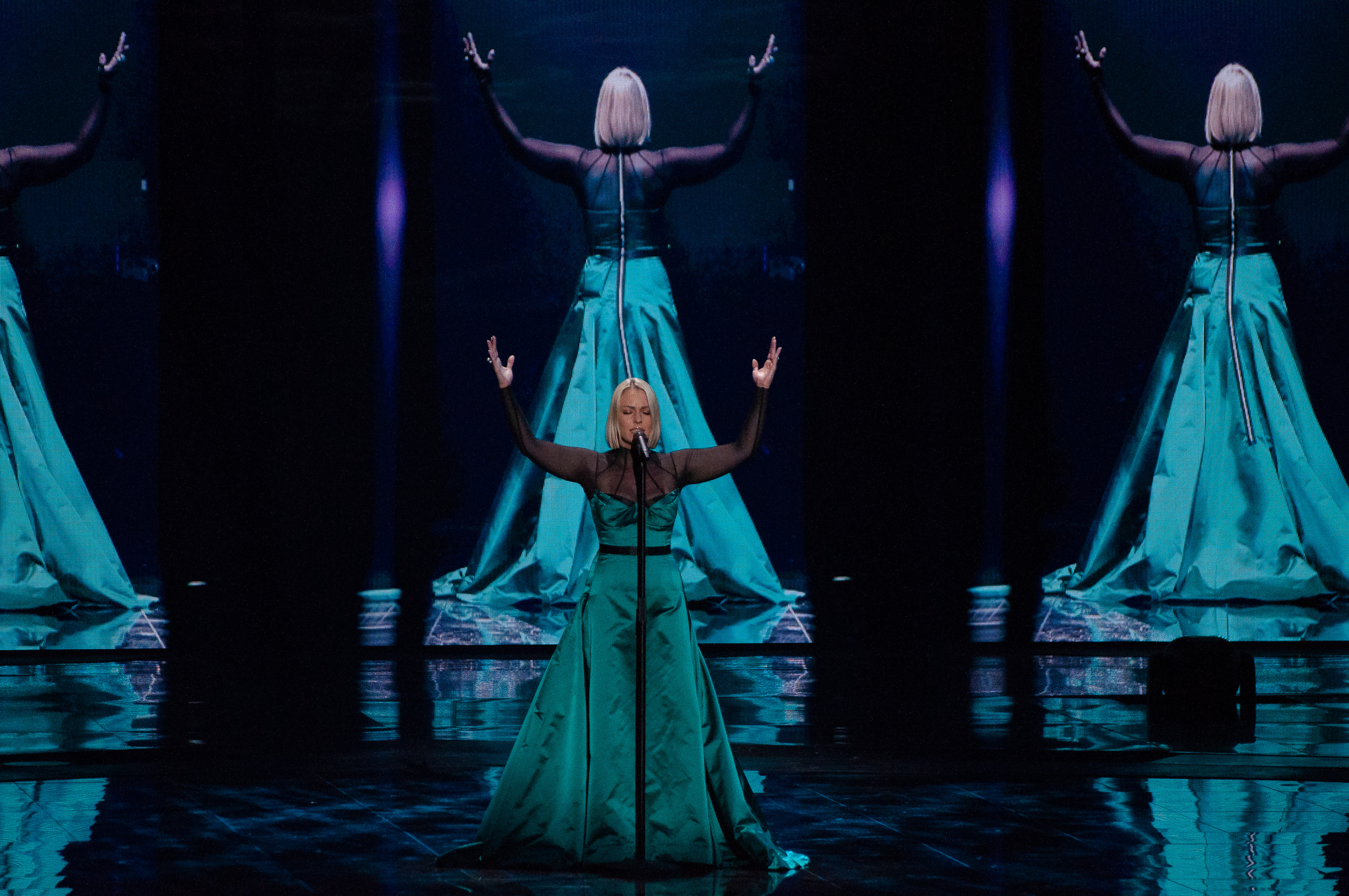
Tamara Todewska podczas występu w 64. Konkursie Piosenki Eurowizji w Tel Awiwie, maj 2019
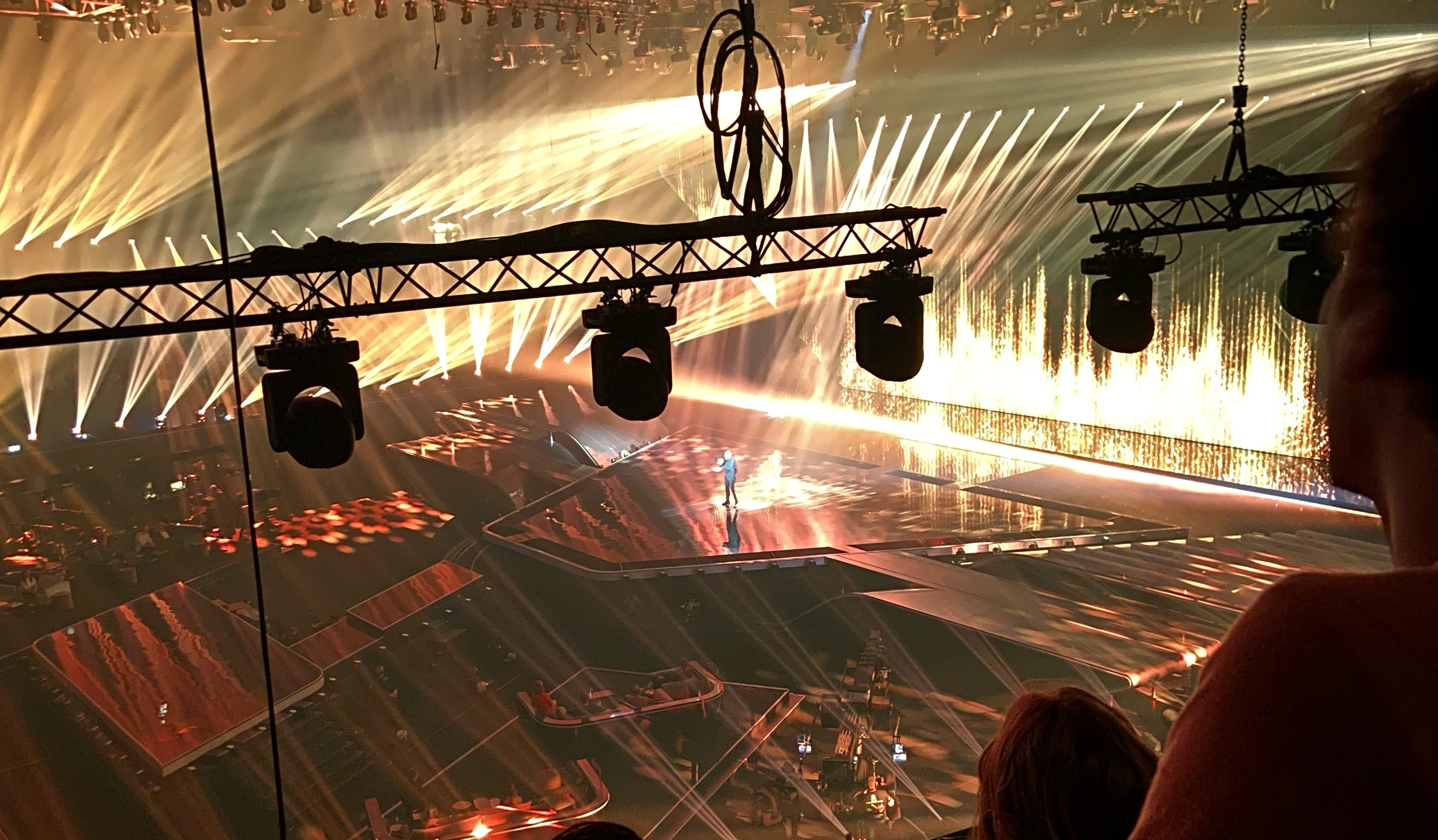
Wasil Garwanljew podczas występu w 65. Konkursie Piosenki Eurowizji w Rotterdamie, maj 2021
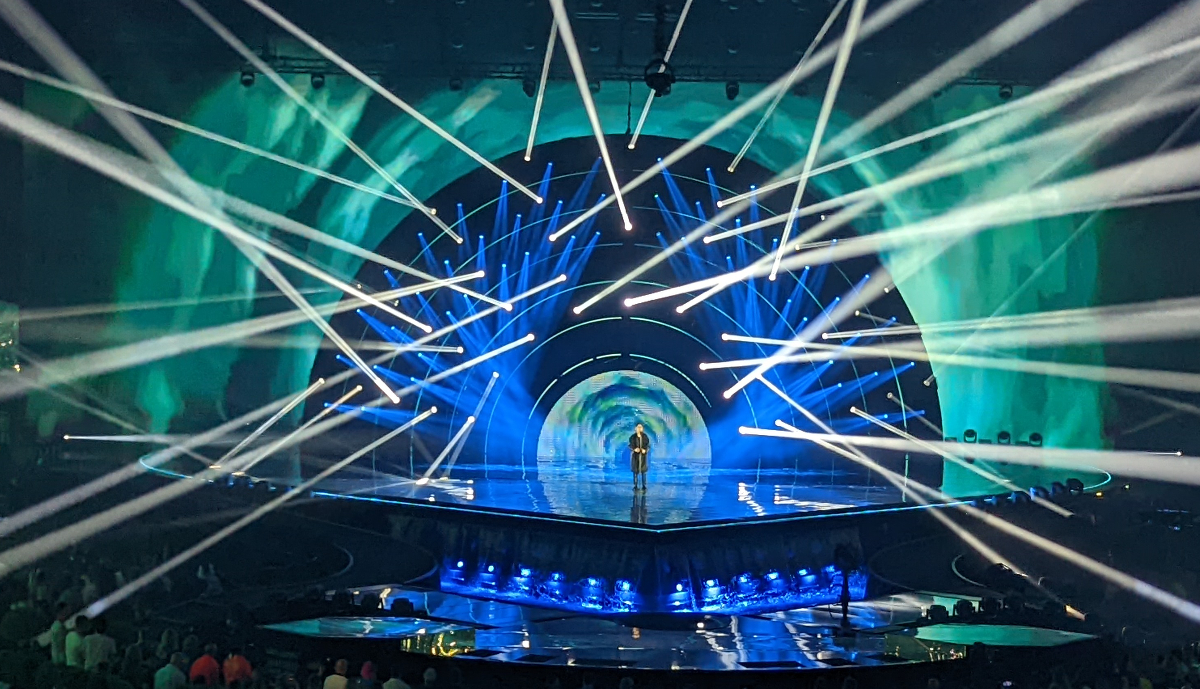
Andrea Koewska podczas występu w 66. Konkursie Piosenki Eurowizji w Turynie, maj 2022

## Historia głosowania w finale (1998–2022)
Poniższe tabele pokazują, którym krajom Macedonia Płn. przyznaje w finale najwięcej punktów oraz od których państw macedońscy reprezentanci otrzymują najwyższe noty.
| Lp. | Kraj      | Punkty |
| --- | --------- | ------ |
| 1   | Serbia    | 150    |
| 2   | Albania   | 127    |
| 3   | Włochy    | 86     |
| 4   | Turcja    | 79     |
| 5   | Chorwacja | 77     |

| Lp. | Kraj                 | Punkty |
| --- | -------------------- | ------ |
| 1   | Chorwacja            | 75     |
| 2   | Słowenia             | 52     |
| 3   | Albania              | 48     |
| 4   | Serbia               | 46     |
| 5   | Bośnia i Hercegowina | 43     |

## Komentatorzy i sekretarze
Spis poniżej przedstawia wszystkich komentatorów konkursu oraz krajowych sekretarzy podających punkty w finale.
| Rok  | Komentator                            | Sekretarz podający punkty |
| ---- | ------------------------------------- | ------------------------- |
| 1992 | John Ilija Apelgrin                   | Brak reprezentanta        |
| 1993 | Antonio Dimitriewski i Iwan Mircewski | Brak reprezentanta        |
| 1994 | Milanka Rašik                         | Brak reprezentanta        |
| 1995 | Włado Janewski                        | Brak reprezentanta        |
| 1996 | Włado Janewski                        | Brak reprezentanta        |
| 1997 | Dragan B. Kostik                      | Brak reprezentanta        |
| 1998 | Milanka Rašik                         | Evgenija Teodosiewska     |
| 1999 | Iwan Mircewski                        | Brak reprezentanta        |
| 2000 | Milanka Rašik                         | Sandra Todorowska         |
| 2001 | Milanka Rašik                         | Brak reprezentanta        |
| 2002 | Milanka Rašik                         | Biljana Debarliewa        |
| 2003 | Milanka Rašik                         | Brak reprezentanta        |
| 2004 | Iwan Mircewski                        | Karolina Petkowska        |
| 2005 | Iwan Mircewski                        | Karolina Goczewa          |
| 2006 | Karolina Petkowska                    | Martin Wucziḱ             |
| 2007 | Milanka Rašik                         | Ełena Risteska            |
| 2008 | Milanka Rašik                         | Ognen Janeski             |
| 2009 | Karolina Petkowska                    | Frosina Josifovska        |
| 2010 | Karolina Petkowska                    | Milica Roštikjl           |
| 2011 | Eli Tanaskowska                       | Kristina Talewska         |
| 2012 | Karolina Petkowska                    | Kristina Talewska         |
| 2013 | Karolina Petkowska                    | Dimitar Atanasowski       |
| 2014 | Karolina Petkowska                    | Marko Mark                |
| 2015 | Karolina Petkowska                    | Marko Mark                |
| 2016 | Karolina Petkowska                    | Dijana Gogowa             |
| 2017 | Karolina Petkowska                    | Ilija Grujoski            |
| 2018 | Karolina Petkowska                    | Jana Burczeska            |
| 2019 | Karolina Petkowska                    | Nikola Traikovski         |